# Izquierda de los Pueblos (1987)
Izquierda de los Pueblos (1987) fue el nombre que adoptó una coalición electoral formada en España para presentarse a las Elecciones al Parlamento Europeo de 1987, las primeras celebradas en España para elegir representantes en dicha cámara. Sus integrantes eran seis partidos de ámbito regional y carácter nacionalista periférico y de izquierdas: Euskadiko Ezkerra (EE), Partido Socialista Galego-Esquerda Galega (PSG-EG), Entesa dels Nacionalistes d'Esquerra (ENE), Unidad Aragonesa-Chunta Aragonesista (UA-CHA), Partit Socialista de Mallorca-Esquerra Nacionalista (PSM-EM) y Partit Socialista de Menorca (PSM). La candidatura la encabezaba Mario Onaindia (EE), seguido de un representante del PSG-EG.
La coalición obtuvo 261.328 votos en toda España (1,37%), siendo la octava fuerza política y sin conseguir ningún eurodiputado de los 60 en juego (fue la candidatura con mayor número de votos que no obtuvo representación). La coalición obtuvo sus mejores resultados en Baleares (9.885 votos, 2,95% en la comunidad autónoma), Canarias (7.915 votos, 1,29%), Comunidad Valenciana (24.985 votos, 1,24%), Galicia (36.062 votos, 2,93%), Navarra (9.453 votos, 3,35%) y País Vasco (104.315 votos, 9,72%).